# Дон Жуан (новелла)
«Дон Жуан» (Don Juan) — новелла Э. Т. А. Гофмана, написанная в Бамберге в сентябре 1812 года, всего через несколько дней после разрыва автора с Юлией Марк, в которую он был безответно влюблён. Напечатана во «Всеобщей музыкальной газете» за 31 марта 1813 года и через год включена в сборник «Фантазии в манере Калло».

## Сюжет
«Путешествующий энтузиаст», заночевавший в бамбергской гостинице, просыпается от звуков музыки. Ему объясняют, что в том же здании находится городской театр, где сегодня дают моцартовского «Дон Жуана». Проникнув в пустую ложу для приезжих, рассказчик, затаив дыхание, следит за развитием действия на итальянском языке и снабжает его подробными комментариями.
Во время антракта рассказчику, всё ещё завороженному силой искусства, грезится, что в его ложу входит исполнительница роли донны Анны и начинает превозносить его музыкальные сочинения: «То, что я пела, был ты, а твои мелодии — это я». В области духовного мира, постигаемого обоими за звуками музыки, между ними устанавливается телепатическая связь:
Я близ этой удивительной женщины впал в своего рода сомнамбулическое состояние, и мне стало ясно, что мы с ней связаны тесными, таинственными узами, которые не позволяют ей, даже появляясь на сцене, разлучаться со мной.
По окончании оперы рассказчик возвращается из своего номера в ложу, чтобы сформулировать свои мысли об образе Дон Жуана в письме к другу. В его трактовке Дон Жуан — это демоническая личность, сверхчеловек, восстающий против мира «маленьких людей». В поисках недостижимого трансцендентного идеала он «неустанно и алчно набрасывается на все соблазны здешнего мира, напрасно чая найти в них удовлетворение», пока вся земная жизнь не начинает казаться ему «тусклой и мелкой».
Оторвавшись наконец от своего письма, рассказчик окидывает взглядом пустой театр и ему кажется, что занавес колеблется от сквозняка:
Бьёт два часа! Тёплое, насыщенное электричеством дуновение коснулось меня — я слышу слабый аромат тонких итальянских духов, по которым вчера прежде всего ощутил присутствие соседки; мною овладевает блаженное состояние, которое я, пожалуй, мог бы выразить только в звуках. Ветер сильнее свищет по залу — вот в оркестре зазвенели фортепьянные струны. Мне чудится голос Анны: Non mi dir bell'idol mio!
На следующий день во время обеда рассказчик узнает, что певица, изображавшая донну Анну, скончалась как раз в два часа ночи. Накануне же весь антракт она «пролежала без чувств».

## Центральный образ
В своей новелле романтик Гофман предлагает новую трактовку «вечного образа» Дон Жуана. Для него это титаническая личность — сродни Фаусту. Среди персонажей оперы Моцарта он выводит на первый план донну Анну, которую якобы связывает со знаменитым обольстителем ненасытная тяга к вечно ускользающему идеалу. Эта трактовка получила широкую популярность среди поэтов-романтиков, таких, как Мюссе и Ленау.
Специалисты по творчеству Моцарта в один голос утверждают, что истолкование образа Дон Жуана как романтического героя-бунтовщика, предлагаемое «путешествующим энтузиастом», имеет весьма мало общего с музыкальным произведением. При пересказе сюжета оперы рассказчик, будучи увлечён своими идеями, заметно отступает от либретто да Понте. К примеру, в опере нет никаких намёков на интимную близость донны Анны с Дон Жуаном.

## Историческая подоплёка

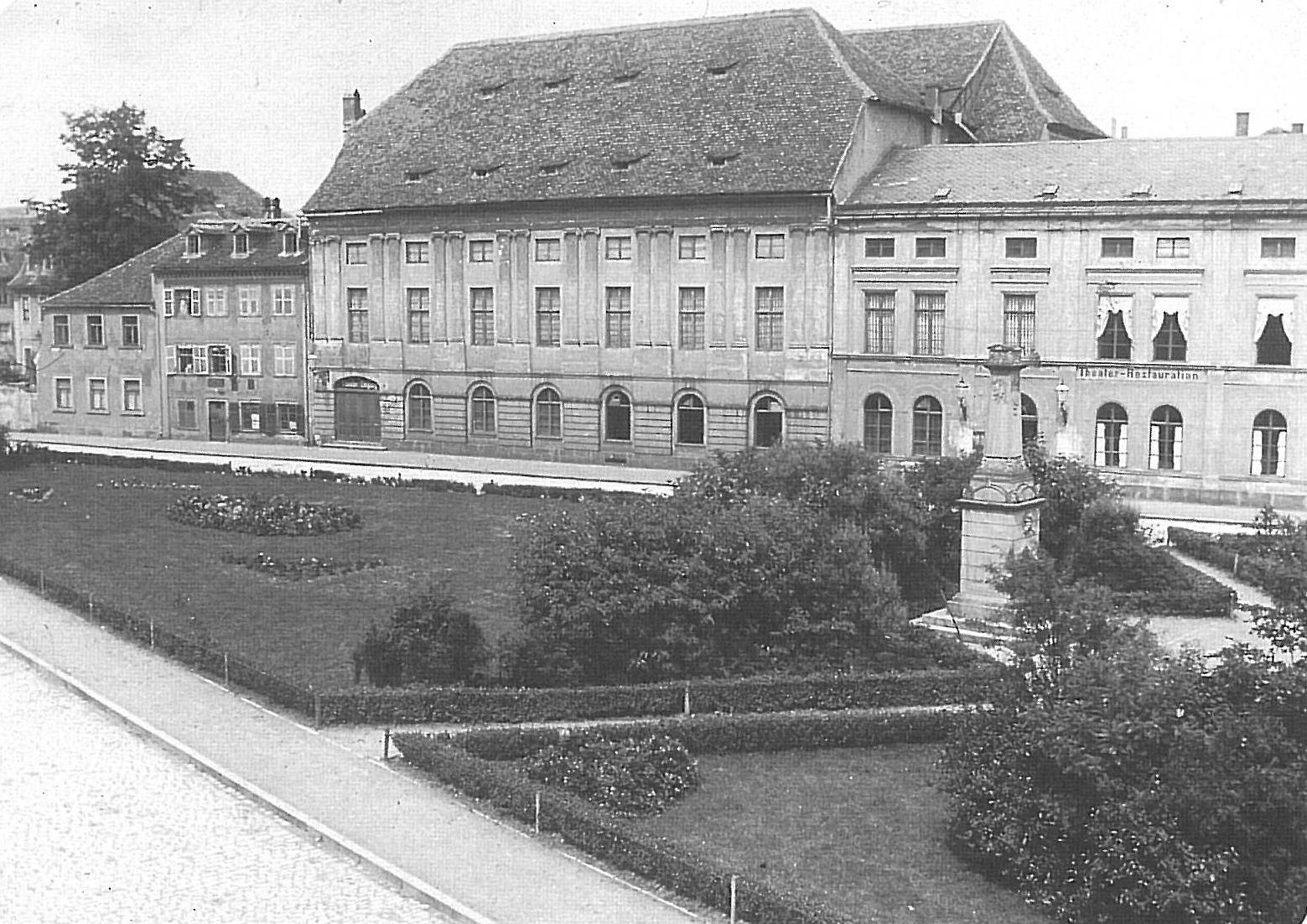
Здание, где происходит действие новеллы (ныне Театр Гофмана)

Новеллы «Дон Жуан» и «Магнетизёр» были созданы в период, когда Гофман оказался без семьи и без заработка из-за продолжающегося противостояния его государя с Наполеоном. Известно, что Гофмана завораживала титаническая личность великого завоевателя, сеющего кругом себя разрушение. Главные герои «Дон Жуана» и «Магнетизёра» — столь же харизматичные фигуры, одержимые властью над другими; кажется, они питаются жизненной энергией окружающих и лишают жизни тех, кто имел несчастье стать предметом их внимания. Подмечено, что магнетизёр высасывает жизнь из своей возлюбленной точно так же, как под чувственным напором Дон Жуана его возлюбленная теряет волю к жизни и испускает дух.  Правда, в первом случае речь идёт о насилии ментальном, а во втором — о насилии физическом.

## Металитературные аспекты
Идеолог параллельных сюжетов, Гофман зарифмовывает либретто своей любимой оперы с событиями бамбергской ночи, которые могли пригрезиться рассказчику под звуки, доносившиеся в его номер из соседнего театра. Когда донна Анна признает в нём незаурядного композитора, у читателя возникает впечатление, что рассказчик — это и есть Моцарт. Вместе с тем певица настолько глубоко вживается в образ донны Анны, что, подобно своей героине, покидает этот мир.
Р. Сафрански предлагает психоаналитическую трактовку рассказа. Он считает, что под влиянием разрыва с любимой девушкой Гофман, сильно комплексовавший по поводу своей невзрачной внешности и тщедушной комплекции,

проецирует страдание, причиняемое ему «ни на что не годным телом», на Дон Жуана, это «любимейшее детище природы», тело которого оказывается «слишком пригодным». Этот литературный эксперимент должен показать, что крайности — недостаток и избыток — соприкасаются. Они в равной мере препятствуют счастью. Дон Жуан оказывается сбит с пути истинного своим прекрасным телом.

## Адаптации
- Романтические отношения Гофмана с певицей из «Дон Жуана» были переосмыслены в опере Жака Оффенбаха «Сказки Гофмана».